# Owsei Temkin
Owsei Temkin (6 de outubro de 1902 — 18 de julho de 2002) foi um historiador da medicina estadunidense nascido na Rússia e educado na Alemanha.
Foi diretor do Instituto de História da Medicina da Universidade Johns Hopkins e professor emérito da cátedra William H. Welch de História da Medicina. Tornou-se conhecido como um dos maiores experts da interação da medicina com a cultura mediante a história. Durante sua carreira acadêmica publicou centenas de artigos e diversos livros sobre a história da medicina.

## Obras
- The Falling Sickness: A history of epilepsy from the Greeks to the beginnings of modern neurology (Baltimore: Johns Hopkins University Press; 1945, Revised 1971; ISBN 0-8018-1211-9)
- Galenism: rise and decline of a medical philosophy (Ithaca: Cornell University Press, 1973, ISBN 0-8014-0774-5)
- The Double Face of Janus and Other Essays in the History of Medicine (Baltimore: Johns Hopkins University Press, 1977, ISBN 0-8018-1859-1)